# Jennifer Krukowski
Pour les articles homonymes, voir Jennifer et Krukowski.
Jennifer Krukowski est une actrice de théâtre, de cinéma et de télévision canadienne résidant à Toronto.

## Filmographie

### Comme actrice
- 2007 : Kingdom of the Vampire
- 2011 : Curious and Unusual Deaths (série télévisée)
- 2011 : Pretty in Geek (série télévisée) : Stacey (8 épisodes)
- 2012 : Dirty Deeds (série télévisée) (8 épisodes)
- 2012 : A Bad Fall (court métrage) : Amy
- 2012 : Cold Blood (série télévisée documentaire)
- 2012 : Canadian Made (série télévisée) : la mannequin
- 2012 : Transporter: The Series (série télévisée)
- 2013 : Hit It : Helena jeune
- 2013 : Orphan Black (série télévisée) : l'infirmière
- 2013 : Hills Green : Erin
- 2013 : Summer Camp (téléfilm) : la conseillère du camp
- 2013 : Living with Strangers : Kate
- 2014 : Heinous Acts : la femme
- 2016 : Below Her Mouth : la danseuse
- 2016 : Total Frat Movie : Ashley
- 2016 : In the Name of God (court métrage) : la secrétaire

### Comme scénariste
- 2013 : Living with Strangers